# Iakim Gruevo, Razgrad
Iakim Gruevo (în bulgară Яким Груево) este un sat în comuna Isperih, regiunea Razgrad,  Bulgaria. 

## Demografie
Componența etnică a satului Iakim Gruevo
     Romi (2,85%)
     Turci (94,28%)
     Bulgari (1,26%)
     Nicio identificare (1,58%)
La recensământul din 2011, populația satului Iakim Gruevo era de 315 locuitori. Din punct de vedere etnic, majoritatea locuitorilor (94,28%) erau turci, existând și minorități de romi (2,85%) și bulgari (1,26%). Pentru 1,58% din locuitori nu este cunoscută apartenența etnică.